# Fort Mohave-reservatet
Fort Mohave-reservatet er et indianerreservat, der har hovedsæde i Californien, USA.
Beliggenhed: 377 km nordvest for Phoenix i Mohave County, langs med Colorado River i Arizona, Nevada og Californien.
Stamme: Mojave. Kendt for: Kurvevævning.